# Zameczek w Opolnicy
Zameczek w Opolnicy – zabytkowy zameczek myśliwski we wsi  Opolnica, w gminie Bardo, w powiecie ząbkowickim, w województwie dolnośląskim, na zboczu Tunelowej Góry, przy drodze droga krajowa nr 8.
Obecnie mieści się w nim Dom Pomocy Społecznej „Zameczek”.

## Historia
Pałac został wzniesiony około 1811 roku przez rodzinę Schlabrendorf. W 1884 roku obiekt został przebudowywany przez nową właścicielkę hr. Annę Deym von Strzitez. Po 1945 roku budynek przekazano siostrom zakonnym, które prowadziły w nim prewentorium przeciwgruźlicze. W latach 1958–1971 przeprowadzono remont generalny pałacu, a następnie utworzono w nim dom pomocy społecznej „Zameczek”, który funkcjonuje do dziś.

Decyzją wojewódzkiego konserwatora zabytków z dnia 30 grudnia 1991 roku pałac został wpisany do rejestru zabytków.

## Architektura
Bryła pałacu jest mocno rozczłonkowana i nakryta stromymi dachami, w większości dwuspadowymi. Na fasadzie są ostrołukowe okna, a z boku dostawiono masywny alkierz. Do budynku dostawiono dwa pawilony, a w sąsiedztwie stoją dwie oficyny. Budowla nie posiada wyraźnych cech stylowych.

Pałac otacza park krajobrazowy schodzący aż do brzegu Nysy Kłodzkiej.